# Гарт-Пельніц
Гарт-Пельніц (нім. Harth-Pöllnitz) — громада в Німеччині, розташована в землі Тюрингія. Входить до складу району Грайц.
Площа — 55,36 км2. Населення становить 2751 ос. (станом на 31 грудня 2021).